# Abmeierung
Die Abmeierung entstammt der grundherrschaftlich geprägten Lebenswelt der mittelalterlichen Agrargesellschaft vornehmlich im deutschen Nordwesten (Westfalen, Niedersachsen): Sie meint den vorzeitigen Entzug des Meierhofs, also die Vertreibung des Meiers durch den Grundherrn.

## Entwicklung bis ins 19. Jahrhundert
Ursprünglich – ganz im Sinne der Villikationsverfassung – ein unbegrenztes Recht des Herrn, auch in personeller Hinsicht frei über die Verwaltung seines Guts verfügen zu können, wurde die Befugnis zur Abmeierung ab dem Ende des 16. Jahrhunderts im Rahmen der frühneuzeitlichen territorialen Verdichtung von Herrschaft (Territorialisierung) zunehmend rechtlich konkretisiert. In diese Zeit fällt auch der erste Nachweis des Wortes „Abmeiern“ durch das Deutsche Rechtswörterbuch, nämlich in den Peinaer Statuten von 1597. Die Meierordnungen des 17. und 18. Jahrhunderts definierten dann immer präziser die Voraussetzungen, unter denen der Grundherr seinen Gutsverwalter abmeiern konnte: Meist ermöglichten erst ein mehrjähriger Verzug der geschuldeten Abgaben oder gravierende Pflichtverletzungen durch den Meier das Obsiegen des Grundherren vor dem zuständigen Gericht. Mit der Bauernbefreiung des 19. Jahrhunderts, also dem Ende der Grundherrschaft, wurde auch die Abmeierung obsolet.

## 20. Jahrhundert
Neu belebt wurde der Begriff in der Zeit des Nationalsozialismus: Nach dem Reichserbhofgesetz vom 29. September 1933 konnte ein Erbhofbauer, wenn er sich als unfähig zur selbständigen Führung seines Hofes erwiesen hatte, die Bauernfähigkeit verlieren und abgemeiert werden, d. h. ihm konnte die Verwaltung des Hofes entzogen werden. Damit war auch der Entzug des Ehrentitels „Bauer“ verbunden. Man unterschied zwischen der kleinen Abmeierung (nur Entzug der Erbhofverwaltung) und der großen Abmeierung (Entzug des Erbhofeigentums). Der Bauernhof wurde nach der Abmeierung vorübergehend unter staatliche Kontrolle gestellt oder an einen nach behördlichem Ermessen „fähigeren“ Erben übergeben.
Zwar hob der Alliierte Kontrollrat das Reichserbhofgesetz des NS-Gesetzgebers mit dem Kontrollratsgesetz Nr. 45, in Kraft getreten am 24. April 1947, auf, doch stellte er es ins Ermessen der „zuständigen deutschen Behörden“, landwirtschaftliche Betriebe oder Grundstücke treuhänderischer Aufsicht zu unterstellen oder ihre Zwangsverpachtung durchzusetzen, für den Fall, dass deren Bewirtschaftung „anhaltend und in erheblichem Maße den zur Sicherung der Ernährung des deutschen Volkes zu stellenden Anforderungen nicht entspricht“ (Art. VII).
Mit dem Grundstückverkehrsgesetz vom 28. Juli 1961 ist diese Regelung überholt.

## Wohnungseigentum
Heute ist mit Abmeierung meist die im Wohnungseigentumsgesetz geregelte „Entziehung des Wohnungseigentums“ gemeint (§ 17 WEG).
Demnach kann eine Wohnungseigentümergemeinschaft von einem anderen Wohnungseigentümer die Veräußerung seines Wohnungseigentums verlangen, wenn dieser sich einer so schweren Verletzung seiner Pflichten gegenüber der Gemeinschaft schuldig gemacht hat, dass den anderen Wohnungseigentümern die Fortsetzung der Gemeinschaft nicht mehr zugemutet werden kann.